# Kuvajtska rukometna reprezentacija
Kuvajtska rukometna reprezentacija predstavlja državu Kuvajt u športu rukometu.

## Nastupi naAP
- prvaci: 1995., 2002., 2004., 2006.
- doprvaci: 1993.
- treći: 1979., 1983., 1987., 1989.

## Nastupi naAzijskim igrama
- prvaci:
- doprvaci:
- treći:

## Nastupi naOI
- prvaci:
- doprvaci:
- treći:

## Nastupi naSP
- prvaci:
- doprvaci:
- treći:

## Poznati treneri
- Velimir Kljaić
- Tonči Drušković 2014. – 2016.